# Ankaranana
Ankaranana is een plaats en commune in het centrum van Madagaskar, behorend tot het district Soavinandriana, dat gelegen is in de regio Itasy. Tijdens een volkstelling in 2001 telde de plaats 7.625 inwoners.
De plaats biedt enkel lager onderwijs aan. 99 % van de bevolking werkt als landbouwer. Het belangrijkste landbouwproduct is maniok; andere belangrijke producten zijn bonen, tuinkers, mais en rijst. Verder is 1% actief in de dienstensector.